# Giải NBRMP cho nam diễn viên phụ xuất sắc nhất
Giải NBRMP cho nam diễn viên phụ xuất sắc nhất là một giài của NBRMP dành cho nam diễn viên đóng vai phụ trong một phim, được bầu chọn là xuất sắc nhất. Giải này được lập từ năm 1954.

## Các người đoạt giải

### Thập niên 1950
| Năm  | Diễn viên          | Phim                         | Vai diễn           |
| ---- | ------------------ | ---------------------------- | ------------------ |
| 1954 | John Williams      | Dial M for Murder            |                    |
| 1954 | John Williams      | Sabrina                      |                    |
| 1955 | Charles Bickford   | Not as a Stranger            |                    |
| 1956 | Richard Basehart   | Moby Dick                    |                    |
| 1957 | Sessue Hayakawa    | The Bridge on the River Kwai |                    |
| 1958 | Albert Salmi       | The Bravados                 |                    |
| 1958 | Albert Salmi       | The Brothers Karamazov       |                    |
| 1959 | Không có thông tin | Không có thông tin           | Không có thông tin |

### Thập niên 1960
| Năm  | Diễn viên        | Phim                       | Vai diễn              |
| ---- | ---------------- | -------------------------- | --------------------- |
| 1960 | George Peppard   | Home from the Hill         | Raphael "Rafe" Copley |
| 1961 | Jackie Gleason   | The Hustler                | Minnesota Fats        |
| 1962 | Burgess Meredith | Advise and Consent         | Herbert Gelman        |
| 1963 | Melvyn Douglas   | Hud                        | Homer Bannon          |
| 1964 | Martin Balsam    | The Carpetbaggers          | Bernard B. Norman     |
| 1965 | Harry Andrews    | The Agony and the Ecstasy  | Bramante              |
| 1965 | Harry Andrews    | The Hill                   | Bert Wilson           |
| 1966 | Robert Shaw      | A Man For All Seasons      | King Henry VIII       |
| 1967 | Paul Ford        | The Comedians              | Smith                 |
| 1968 | Leo McKern       | The Shoes of the Fisherman | Cardinal Leone        |
| 1969 | Philippe Noiret  | Topaz                      | Henri Jarre           |

### Thập niên 1970
| Năm  | Diễn viên          | Phim                     | Vai diễn                |
| ---- | ------------------ | ------------------------ | ----------------------- |
| 1970 | Frank Langella     | Diary of a Mad Housewife | George Prager           |
| 1970 | Frank Langella     | The Twelve Chairs        | Ostap Bender            |
| 1971 | Ben Johnson        | The Last Picture Show    | Sam the Lion            |
| 1972 | Joel Grey          | Cabaret                  | Master of Ceremonies    |
| 1972 | Al Pacino          | The Godfather            | Michael Corleone        |
| 1973 | John Houseman      | The Paper Chase          | Charles Kingsfield, Jr. |
| 1974 | Holger Löwenadler  | Lacombe, Lucien          |                         |
| 1975 | Charles Durning    | Dog Day Afternoon        | Eugene Moretti          |
| 1976 | Jason Robards      | All the President's Men  | Ben Bradlee             |
| 1977 | Tom Skerritt       | The Turning Point        | Wayne                   |
| 1978 | Richard Farnsworth | Comes a Horseman         | Dodger                  |
| 1979 | Paul Dooley        | Breaking Away            | Raymond Stohler         |

### Thập niên 1980
| Năm  | Diễn viên             | Phim                    | Vai diễn                |
| ---- | --------------------- | ----------------------- | ----------------------- |
| 1980 | Joe Pesci             | Raging Bull             | Joey LaMotta            |
| 1981 | Jack Nicholson        | Reds                    | Eugene O'Neill          |
| 1982 | Robert Preston        | Victor/Victoria         | Carroll "Toddy" Todd    |
| 1983 | Jack Nicholson        | Terms of Endearment     | Garrett Breedlove       |
| 1984 | John Malkovich        | Places in the Heart     | Mr. Will                |
| 1985 | Klaus Maria Brandauer | Out of Africa           | Bror von Blixen-Finecke |
| 1986 | Daniel Day-Lewis      | My Beautiful Laundrette | Johnny                  |
| 1986 | Daniel Day-Lewis      | A Room with a View      | Cecil Vyse              |
| 1987 | Sean Connery          | The Untouchables        | Jim Malone              |
| 1988 | River Phoenix         | Running on Empty        | Danny Pope              |
| 1989 | Alan Alda             | Crimes and Misdemeanors | Lester                  |

### Thập niên 1990
| Năm  | Diễn viên              | Phim                         | Vai diễn            |
| ---- | ---------------------- | ---------------------------- | ------------------- |
| 1990 | Joe Pesci              | Goodfellas                   | Tommy DeVito        |
| 1991 | Anthony Hopkins        | The Silence of the Lambs     | Hannibel Lecter     |
| 1992 | Jack Nicholson         | A Few Good Men               | Nathan R. Jessep    |
| 1993 | Leonardo DiCaprio      | What's Eating Gilbert Grape? | Arnie Grape         |
| 1994 | Gary Sinise            | Forrest Gump                 | Dan Taylor          |
| 1995 | Kevin Spacey           | The Usual Suspects           | Roger "Verbal" Kint |
| 1996 | Edward Norton          | Everyone Says I Love You     | Holden Spence       |
| 1997 | Greg Kinnear           | As Good As It Gets           | Simon Bishop        |
| 1998 | Ed Harris              | The Truman Show              | Christof            |
| 1999 | Philip Seymour Hoffman | Magnolia                     | Phil Parma          |
| 1999 | Philip Seymour Hoffman | The Talented Mr. Ripley      | Freddie Miles       |

### Thập niên 2000
| Năm  | Diễn viên           | Phim                                | Vai diễn             |
| ---- | ------------------- | ----------------------------------- | -------------------- |
| 2000 | Joaquin Phoenix     | Gladiator                           | Commodus             |
| 2000 | Joaquin Phoenix     | Quills                              | François de Coulmier |
| 2000 | Joaquin Phoenix     | The Yards                           | Willie               |
| 2001 | Jim Broadbent       | Iris                                | John Bayley          |
| 2001 | Jim Broadbent       | Moulin Rouge!                       | Harold Zidler        |
| 2002 | Chris Cooper        | Adaptation.                         | John Laroche         |
| 2003 | Alec Baldwin        | The Cooler                          | Shelly Kaplow        |
| 2004 | Thomas Haden Church | Sideways                            | Jack Lopate          |
| 2005 | Jake Gyllenhaal     | Brokeback Mountain                  | Jack Twist           |
| 2006 | Djimon Hounsou      | Blood Diamond                       | Solomon Vandy        |
| 2007 | Casey Affleck       | The Assassination of Jesse James... | Robert Ford          |
| 2008 | Josh Brolin         | Milk                                | Dan White            |